# Technische Universität Braunschweig

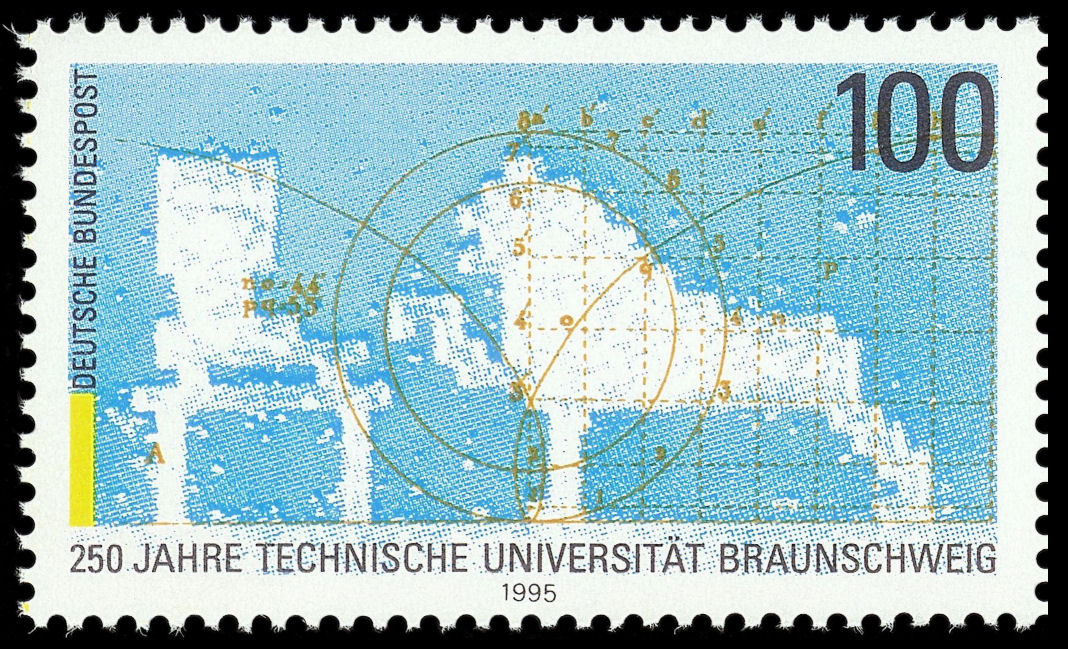
250 Jahre TU Braunschweig Deutsche Sonderbriefmarke 1995

Die Technische Universität Braunschweig ist mit etwa 15.600 Studierenden in 84 Studiengängen eine mittelgroße Hochschule in Deutschland. Sie geht auf das im Jahr 1745 gegründete Collegium Carolinum zurück und besitzt damit die längste Tradition unter den Technischen Universitäten in Deutschland. Die Universität ist Mitglied des Zusammenschlusses der neun führenden Technischen Hochschulen Deutschlands (TU9 German Institutes of Technology e. V.).
Das von den Professoren Uhde und Körner entworfene, an der Pockelsstraße gelegene historische Hauptgebäude wurde 1877 bezogen. Die Namensgeber sind der Gründer Karl I. von Braunschweig und Lüneburg sowie der Stifter Herzog Wilhelm.

## Geschichte

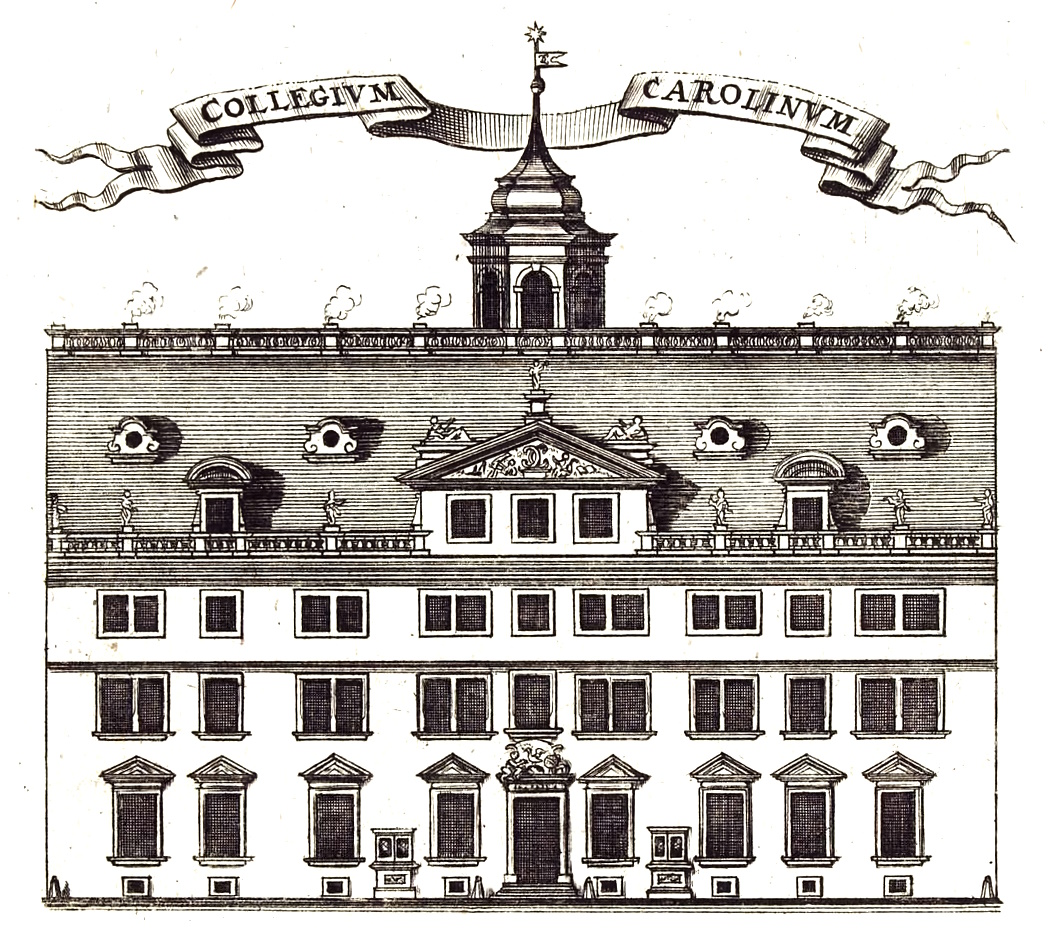
Collegium Carolinum um 1746

### Collegium Carolinum (1745–1862)
Die Universität geht zurück auf das 1745 gegründete Collegium Carolinum. Mit mehreren Beratern, unter anderem dem Hofprediger J. F. W. Jerusalem, entstand unter dem Gründer Carl I. das Lehrangebot für eine Bildungsinstitution, welche zwischen Gymnasium und Universität einzuordnen war. Die Aufgabe des am Bohlweg angesiedelten Collegium Carolinum war zunächst vor allem die Ausbildung von Beamten sowie die Vorbereitung von Schülern auf ein Universitätsstudium (u. a. Gauß von 1792 bis 1795). Damit stand sie in direkter Konkurrenz zu den Braunschweiger Gymnasien (Vorläufer des heutigen Martino-Katharineums).
Mit der Berufung von Literaturhistorikern wie Johann Joachim Eschenburg und dem Kreis der Bremer Beiträger an das Collegium Carolinum sowie Gotthold Ephraim Lessing an die Herzog August Bibliothek wurde das Fürstentum Braunschweig-Wolfenbüttel in der zweiten Hälfte des 18. Jahrhunderts für kurze Zeit zu einem intellektuellen Zentrum der Aufklärung in Deutschland. Nach einer zwischenzeitlichen Umwandlung im Jahre 1808 in eine Militärakademie wurde das Collegium 1814 wieder eröffnet.
Zwischen 1745 und 1808 lagen die jährlichen Immatrikulationszahlen bei durchschnittlich 25 und stiegen bis 1835 auf 38, allerdings bei erheblichen jährlichen Schwankungen. Nach kurzfristigen Einbrüchen der Neuimmatrikulationen musste schon 1777 eine Zwangsbesuchsklausel für angehende Studenten des Herzogtums eingeführt werden, aber das Collegium Carolinum verweigerte sich zunächst der vom Handel und Bürgertum geforderten Reform mit mehr kaufmännischen und technischen Unterrichtsinhalten. Zwischen 1814 und 1835 sank der Anteil der technischen Fächer sogar von 16,6 auf 7 Prozent.
1796 wurde zwar von der Ständeversammlung des Herzogtums der Zusammenschluss mit der Landesuniversität in Helmstedt zu einer Technischen Universität beschlossen, aber nicht umgesetzt. Als Gründe dafür werden der Widerstand von Helmstedter Professoren sowie der hohe Finanzbedarf vermutet. Spätestens mit der Schließung der Academia Julia 1810 waren diese Pläne obsolet.
Als 1825 der Sprachlehrer am Collegium Carolinum August Brandes, der Pastor Friedrich Möhle und der Buchhalter Friedrich Süpke ein technisch ausgerichtetes Realgymnasium gründeten (Vorgänger der heutigen Neuen Oberschule), das mit über 60 Schülern sofort starken Zulauf fand, mussten die traditionellen Gymnasien um ihren Bestand fürchten und auch die Immatrikulationen am Collegium Carolinum gingen zurück. Eine eilig einberufene Schulkommission führte 1828 zur Zusammenfassung der Gymnasien zu einem Gesamtgymnasium, ließ aber das Collegium Carolinum außen vor und erhöhte den Reformdruck.
1831 unterbreitete der Mathematik-Professor Spehr in einer zunächst anonymen Veröffentlichung einen Vorschlag zur Weiterentwicklung des Collegiums Carolinum zu einem Polytechnischen Institut, der kontrovers diskutiert, aber nicht umgesetzt wurde, so dass der Zustand eines privilegierten Gymnasiums fortbestand. Um im Konkurrenzkampf insbesondere mit dem Realgymnasium bestehen zu können, mussten die Unterrichtsgebühren gesenkt bzw. komplett erlassen werden. 1835 kam es als Kompromiss zunächst zur Gründung einer technischen und einer merkantilistischen Abteilung. Nach einem kurzfristigen Erfolg und Anstieg der Immatrikulationen auf über 100 jährlich setzte ab 1850 ein erneuter Rückgang auf das alte Niveau ein. So hatte die humanistische Abteilung nur noch etwa 15 Besucher, die merkantilistische 5 und die technische Abteilung 44 Studenten. Insbesondere wegen erbitterter Widerstände der humanistischen Abteilung wurden notwendige Reformen aber noch lange verzögert.

### Polytechnische Schule (1862–1878)

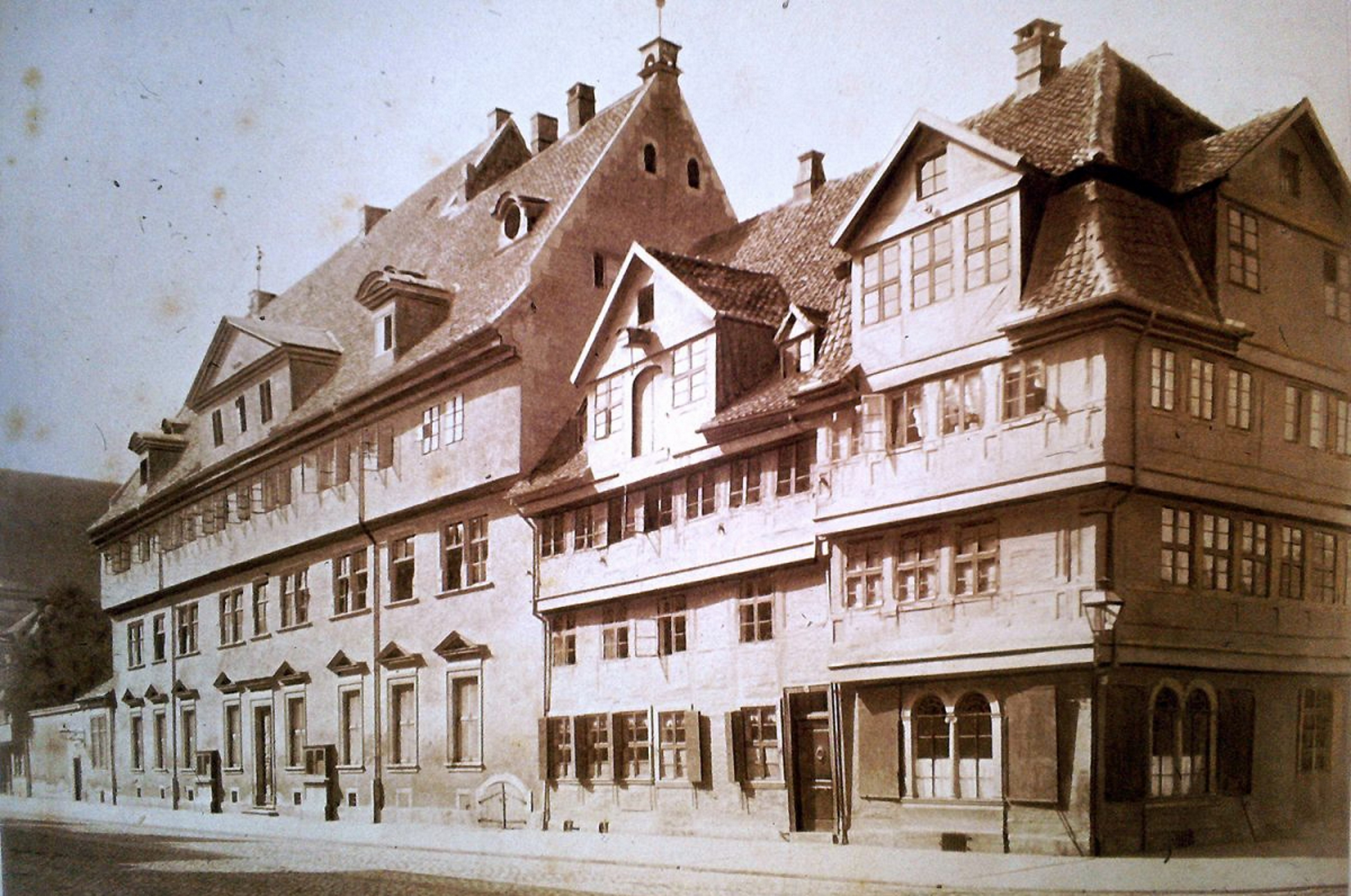
Das Collegium Carolinum war eine Mischung aus Gymnasium und Universität und gehörte zu den „Hohen Schulen“ (Foto um 1900)

1855 wurden erste Reformschritte durchgeführt, als konkrete Lehrpläne für die Fächer Maschinenbau, Bauwesen, chemische Technik, Pharmazie, Forstwissenschaft und Landwirtschaft eingeführt wurden. Aber erst nach dem Tod des Leiters der humanistischen Abteilung Prof. Petri 1857 und der Entlassung des Staatsministers Schulz 1861 konnte sich das Direktorium auf konkrete Reformpläne nach dem Vorbild der Polytechnischen Schule Karlsruhe verständigen, die am 7. Juni 1862 vom Staatsministerium bestätigt wurden.
Mit Beginn des Wintersemesters 1862/63 wurde das Collegium Carolinum in „Polytechnische Schule“ umbenannt, an der in acht naturwissenschaftlichen Fachgebieten ausgebildet wurde. Die humanistische und merkantilistische Abteilung wurden aufgelöst. Zur Immatrikulation wurde jetzt in der Regel das Niveau der Prima eines Gymnasiums oder der Abschluss eines Realgymnasiums gefordert, wobei zahlreiche Ausnahmen gemacht wurden.
Mit der Umwandlung des Collegium Carolinum in eine Polytechnische Schule war in Braunschweig im Herbst 1862 der Anschluss an die Entwicklung des höheren technischen Schulwesens in Deutschland vollzogen worden. Die Leitung oblag einem vierköpfigen Direktorium, allerdings ohne weitergehende Selbstverwaltungsrechte. Vor allem die Beschränkung auf die Bedürfnisse des Herzogtums stand deren weiterer Entwicklung im Wege. Aber im Gegensatz zu ähnlichen Einrichtungen blieb das Collegium Carolinum zurück, insbesondere aufgrund von Organisationsmängeln, räumlicher Enge und dem Fehlen anerkannter Abschlussprüfungen. In der Landesversammlung beantragte der Wolfenbütteler Abgeordnete Ludwig Köpp sogar die Auflösung der Polytechnischen Schule, da er die Reform für gescheitert erachtete. Der Antrag wurde abgelehnt, aber eine eingesetzte Kommission erarbeitete eine Verwaltungsreform, die 1872 in Kraft trat. Sie setzte einen Direktor an die Stelle des Direktoriums und straffte die Organisation der Abteilungen. Die erfolglosen Fachschulen für Landwirtschaft, Eisenbahn- und Postdienst sowie das Hütten- und Salinenfach wurden geschlossen.

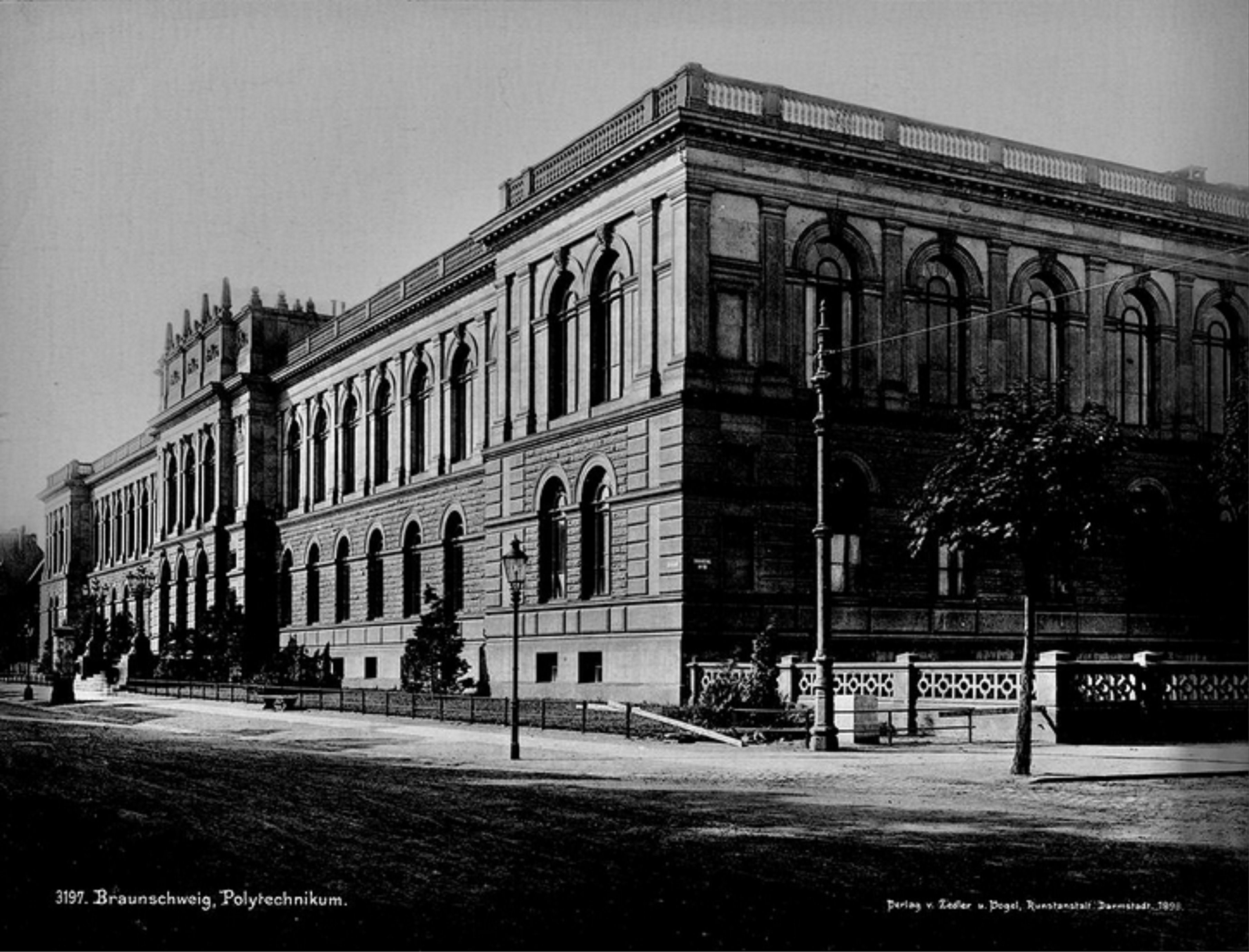
Polytechnikum Braunschweig. Foto der Kunstanstalt Zedler und Vogel, Darmstadt (1898)

Nach einer stärkeren Zunahme der Immatrikulationen reichte die Kapazität von maximal 138 Besuchern nicht mehr aus und es wurde 1872 ein Ausbau für bis zu 450 Studenten geplant und ein Neubau bewilligt. Kritiker bemängelten weiterhin die mangelhafte Qualität der Ausbildung insbesondere aufgrund der niedrigen Aufnahmebedingungen. Daraufhin wurde eine Aufnahmeprüfung in Mathematik, ersatzweise der Besuch eines halbjährigen mathematischen Vorkurses mit gutem Erfolg verlangt.
Als schließlich die Kosten des Neubaus von 2,25 Mio. DM bekannt wurden, stellte Freiherr von Veltheim 1876 in der Landesversammlung einen Antrag zur kompletten ersatzlosen Schließung der Polytechnischen Schule, dem sich sogar eine eigens eingesetzte Kommission mehrheitlich anschloss. Aber schließlich konnte der Antrag auf Grund der Fürsprache der Landesregierung und der Industrie abgewiesen werden. Daraufhin konnte der Bau vollendet werden und das von den Professoren Uhde und Körner entworfene, an der Pockelsstraße gelegene historische Hauptgebäude wurde am 15. Oktober 1877 bezogen.

### Technische Hochschule (1878–1968)

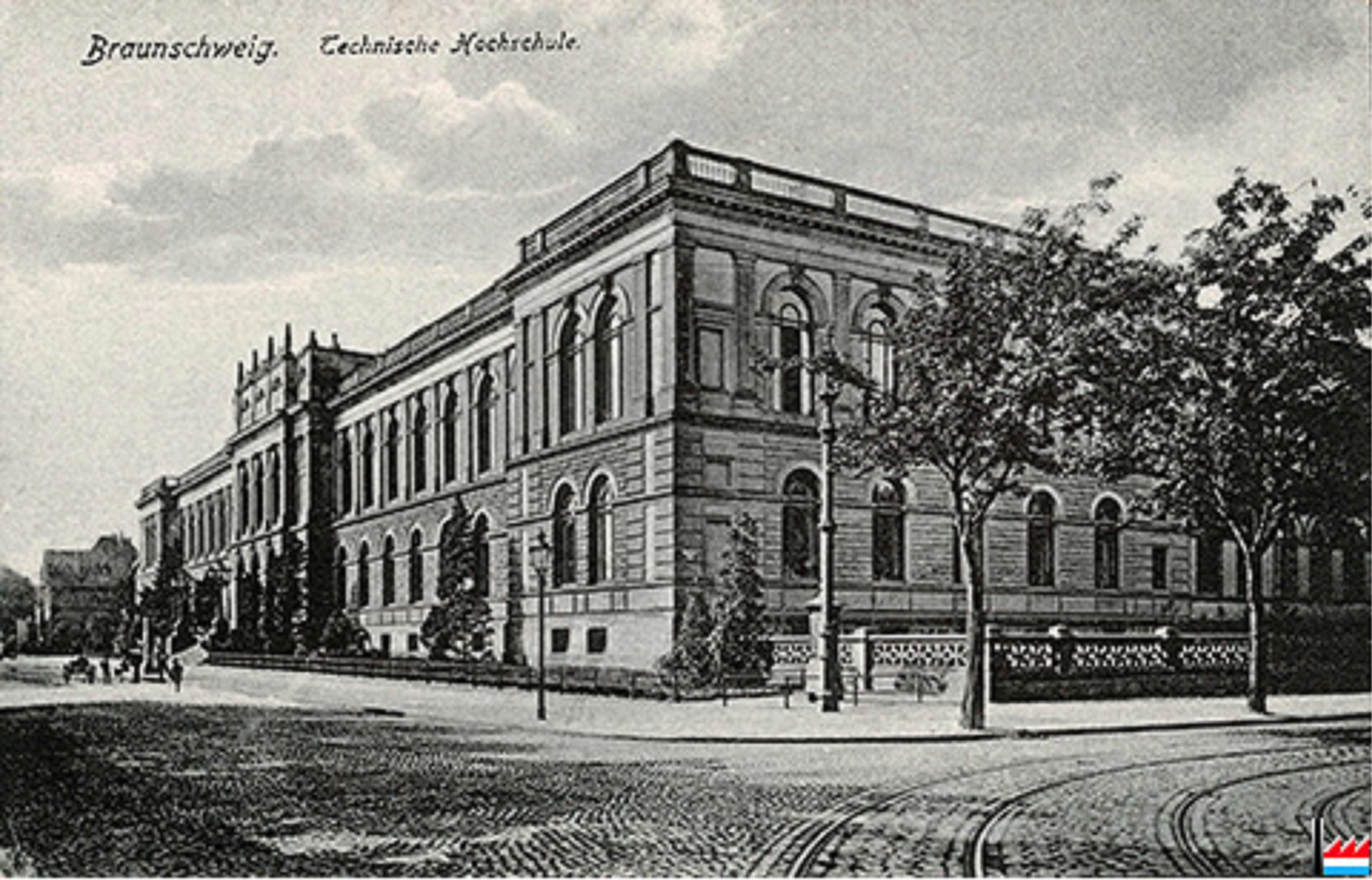
Hauptgebäude der Technischen Hochschule Braunschweig. Ansichtskarte um 1900

Beginnend mit der Reichsgründung 1871 nahm auch im Bildungswesen Preußen die führende Rolle ein. So wurde es auch für den Ausbau der Polytechnischen Schule immer wichtiger, dass deren Abschlüsse auch von Preußen anerkannt wurden. Nach längeren Verhandlungen wurden die Braunschweiger Vorschläge am 2. Juli 1877 akzeptiert, so dass schließlich im November 1877 eine Verfassung ausgearbeitet wurde, die eine Gleichstellung bedeutete. Allerdings wurden dabei von Preußen verschärfte Aufnahmebedingungen und vereinheitlichte Normalstudienpläne diktiert.
Parallel wurde aufgrund einer Initiative der Polytechnischen Schule München die Umwidmung aller derartigen Schulen in Deutschland zu Technischen Hochschulen diskutiert, als erster Schritt zu weitergehenden Absprachen. Daher entschloss man sich in Braunschweig, dem Vorbild von München und Darmstadt folgend, am 5. März 1878 zur Umbenennung in Herzogliche Technische Hochschule Carolo-Wilhelmina, der zweite Namensteil nach dem Namen des zu der Zeit herrschenden Wilhelm Herzog von Braunschweig, noch 4 Tage vor der formellen Verabschiedung der neuen Hochschulverfassung.
Die großen Erwartungen erfüllten sich allerdings nicht sofort, denn die Studentenzahlen entwickelten sich zunächst stark rückläufig (z. B. auf 13 Maschinenbau-Studenten im Jahr 1881), insbesondere wegen der anhaltenden Wirtschaftskrise (sog. Gründerkrise), der verschärften Aufnahmebedingungen, aber auch aufgrund sich fortsetzender Diskussionen um die Anerkennung der ersten Staatsprüfung. So wurde 1882 erneut ein Aufhebungsantrag in die Landesversammlung eingebracht, der aber erfolglos verlief.

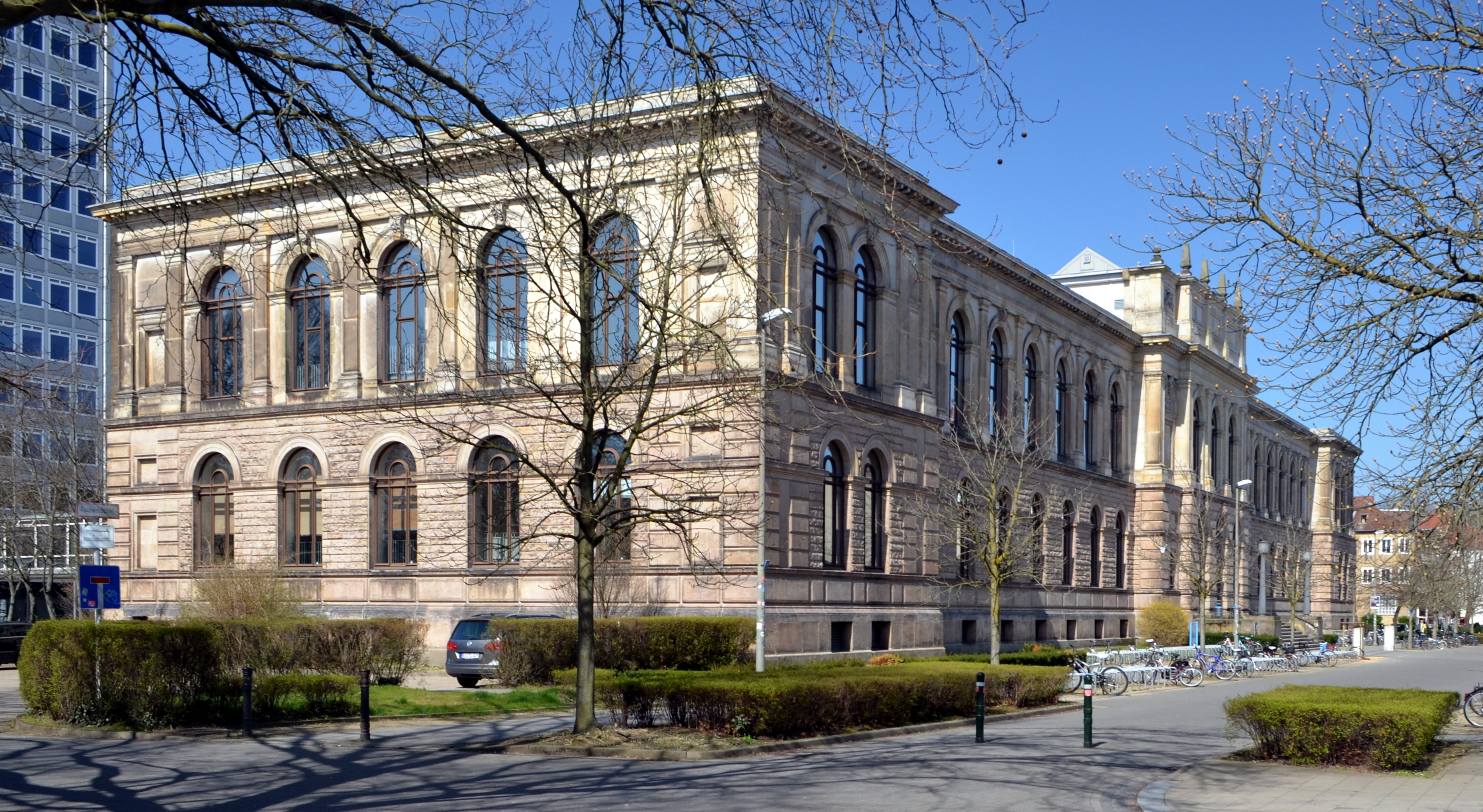
Altgebäude der TU 2018

Erst mit dem Wirtschaftsaufschwung in der Phase der Hochindustrialisierung setzte auch an der TH ein merklicher Aufschwung ein, so dass bis 1895 die Auslastung auf die ursprünglichen Ziele erreicht werden konnte. Damit ging auch ein Ausbau des Lehrkörpers einher. 1887 konnte schließlich eine einheitliche Staatsprüfung (bestehend aus einer Vor- und Hauptprüfung) im Bauwesen und Maschinenbau etabliert werden.

Im Jahre 1890 erhielt die Herzogliche Technische Hochschule Carolo-Wilhelmina eine Rektoratsverfassung und 1893 wurden Diplom-Prüfungen für die Studenten eingeführt, die nicht in den Staatsdienst eintraten. 1900 folgte die Verleihung des Promotionsrechts. 1909 erfolgte die Generelle Genehmigung des Studiums für Frauen, die auch die Zahl der Immatrikulationen in Braunschweig stark vergrößerte. Ab 1918 mussten zahlreiche neue Institute außerhalb des Hauptgebäudes eingerichtet werden. Teile der Hochschule, insbesondere die Geisteswissenschaften, befanden sich im Braunschweiger Schloss. 

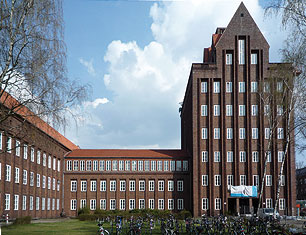
Ehemalige PH Braunschweig, heute Haus der Wissenschaft und Zentrale Studienberatung

Durch die Übernahme der Lehrerausbildung in der Abteilung für Kulturwissenschaften der Technischen Hochschule Braunschweig ab dem Jahre 1927 nahm die geisteswissenschaftliche Prägung der Hochschule wieder stärker zu. Mit der Integration der Lehrerausbildung ging die Akademisierung der Volksschullehrerausbildung einher, die bis dahin seminaristisch organisiert war. Diese von dem sozialdemokratischen Volksbildungsminister Hans Sievers vorangetriebene Reform beinhaltete auch das Promotionsrecht, und zu den Trägern dieser Entwicklung wurden vor allem die Hochschullehrer August Riekel, Adolf Jensen, Wilhelm Paulsen und Helmut von Bracken. Starke Unterstützung erhielten sie durch Hans Löhr und die von ihm gegründete Sozialistische Studentengruppe, sowie von Heinrich Rodenstein und Leo Regener.
Am 1. Oktober 1930 wählte der Landtag des Freistaats Braunschweig eine Koalitionsregierung aus DNVP und NSDAP, in der die NSDAP zunächst mit Anton Franzen und dann mit Dietrich Klagges den Minister für Inneres und Volksbildung stellte. In der Folge kam es 1932 zu Konflikten zwischen dem Rektor Gassner und dem Volksbildungsminister Klagges. Trotz Widerstandes erfolgte 1933 die Gleichschaltung der Hochschule, Absetzung des Rektorats und Umgestaltung nach dem Führerprinzip. Die TH Braunschweig verlor in der Frühzeit des NS-Regimes fast 20 Prozent ihres Lehrkörpers, insbesondere jüdische und sozialdemokratisch ausgerichtete Lehrer und Lehrbeauftragte.

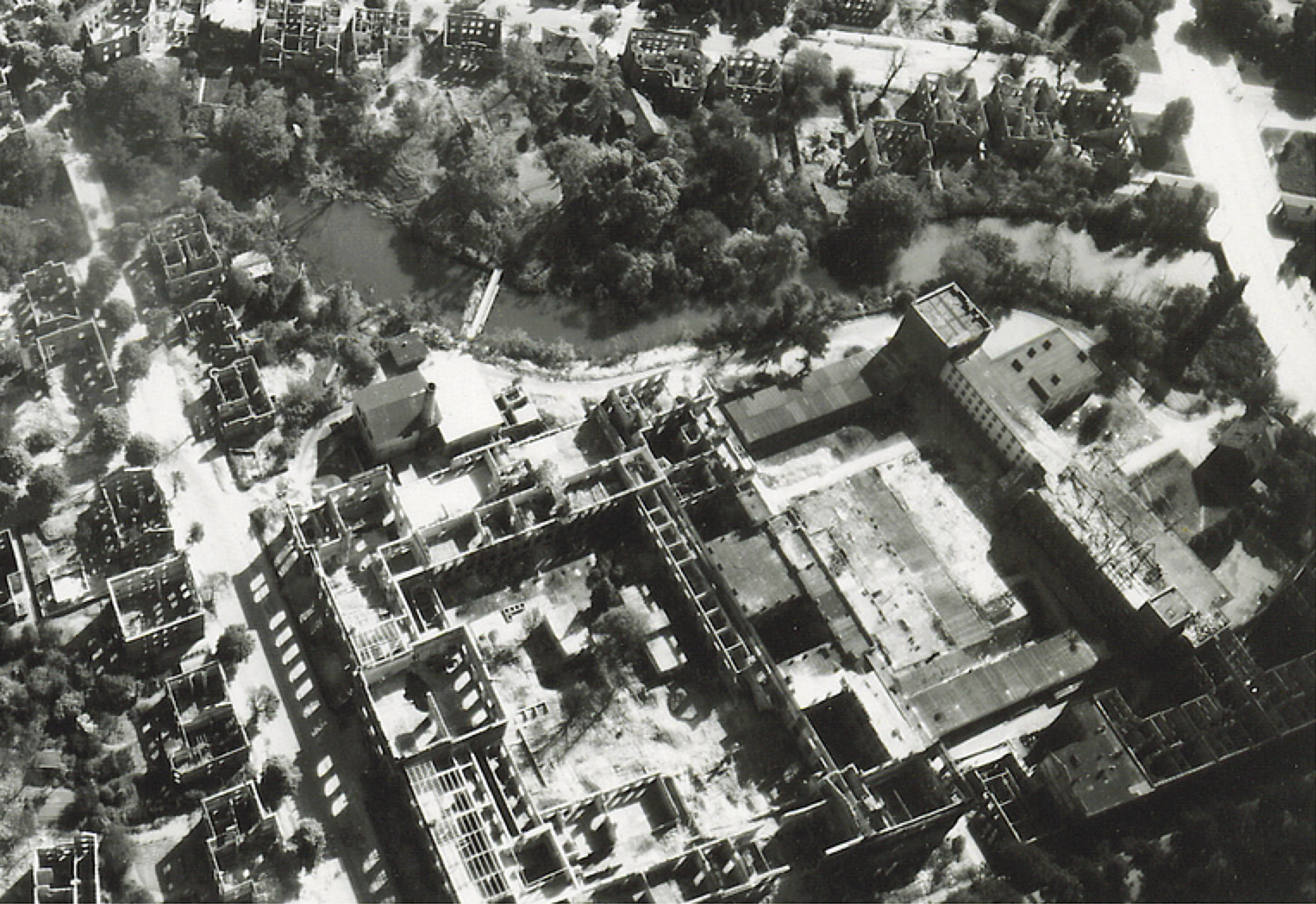
Luftbild der zerstörten Technischen Hochschule, "Trolley Mission", 392nd Bomb Group, USAAF (Mai 1945)

Bereits im Jahre 1937 ging der Bereich der Lehrerausbildung durch die Gründung der Bernhard-Rust-Hochschule für Lehrerbildung wieder verloren. Ihr wurden die meisten Dozenten und Fächer der kulturwissenschaftlichen Abteilung angegliedert. Die Hochschule selbst geriet durch den Abzug dieser studierendenstärksten Abteilung in eine Existenzkrise. Kurzzeitig wurde eine Fusion mit der Technischen Universität Clausthal in Erwägung gezogen. 1937 wurde die Technische Hochschule durch Zusammenfassung der Abteilungen in drei Fakultäten (Allgemeine Wissenschaften, Bauwesen, Maschinenwesen) neu strukturiert. Allerdings wurde schon kurz darauf die Bernhard-Rust-Hochschule zu einem Lehrerseminar reduziert, da die Nationalsozialisten der akademischen Lehrerausbildung misstrauten.
Wegen schwerer Kriegsschäden musste im Sommersemester 1945 der Lehrbetrieb eingestellt werden. Nach Ende des Zweiten Weltkriegs nahm die TH Braunschweig zum Wintersemester 1945/46 trotz siebzigprozentiger Zerstörung als erste deutsche Hochschule den Vorlesungsbetrieb wieder auf.

### Technische Universität (ab 1968)
1968 wurde die Naturwissenschaftlich-Philosophische Fakultät aufgeteilt in die Naturwissenschaftliche Fakultät und die Philosophische und Sozialwissenschaftliche Fakultät. Die Technische Hochschule Braunschweig wurde umbenannt in Technische Universität Carolo-Wilhelmina zu Braunschweig.

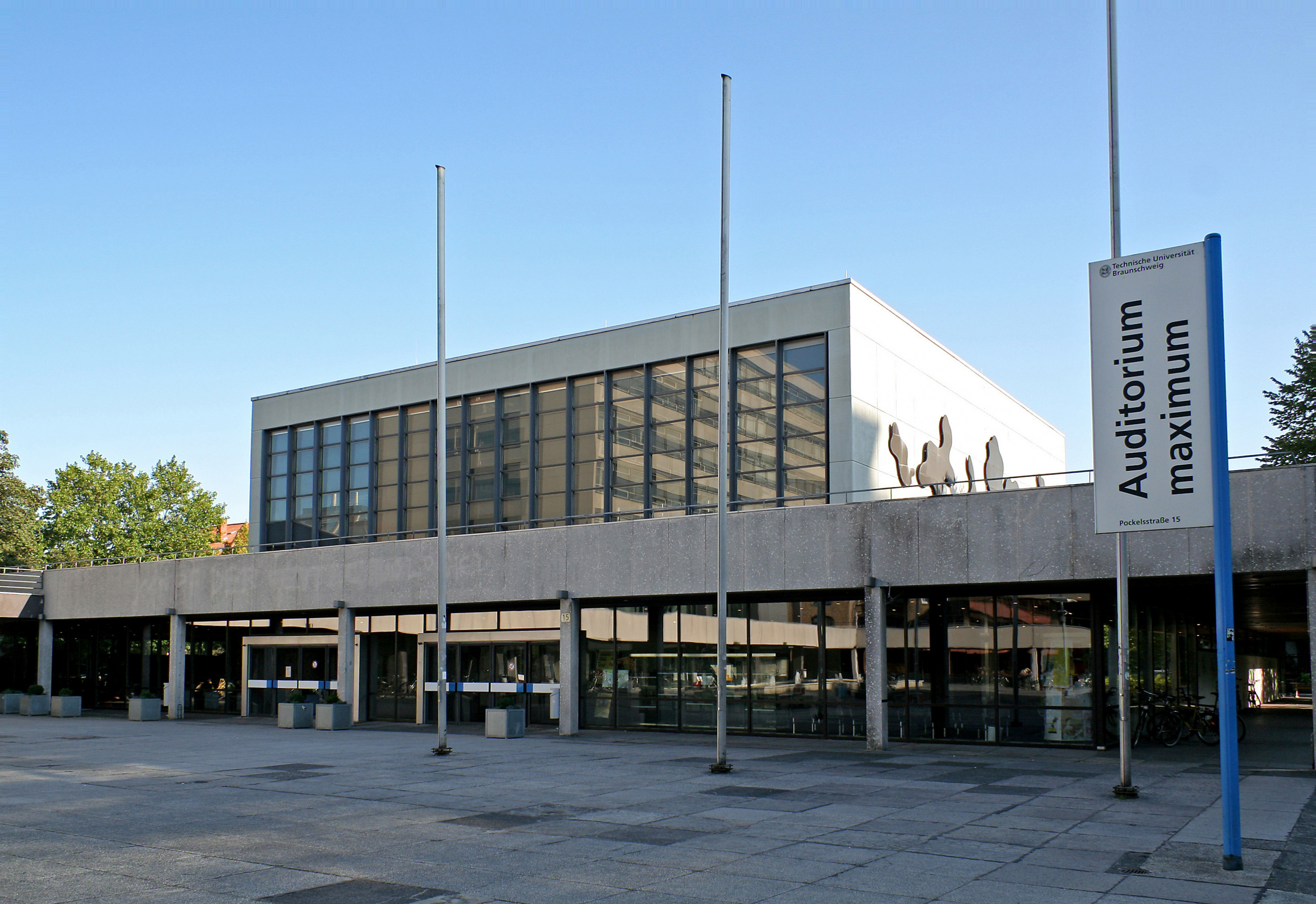
TU Braunschweig, Audimax

1972 etablierte die Universität als erste niedersächsische Hochschule den Studiengang Informatik. 1978 folgte die Eingliederung der Pädagogischen Hochschule Braunschweig in die TU Braunschweig. Ebenso wurde die Präsidialverfassung eingeführt.
1987 wurde das neue Biozentrum eingeweiht. Die TU Braunschweig richtete als erste wissenschaftliche Hochschule gemeinsam mit der Gesellschaft für Biotechnologische Forschung (GBF) die Studiengänge Biotechnologie und Bioverfahrenstechnik ein. Ein Jahr später wurde (als dritte Hochschule in Deutschland) die Geoökologie eingeführt. 1989 schuf die TU Braunschweig als einzige niedersächsische Hochschule vier Simultanstudiengänge des Wirtschaftsingenieurwesens.
Im Jahre 1990 wählte die TU mit Erika Hickel als erste Technische Universität eine Frau zur Vizepräsidentin. 1995 wurde unter dem Motto „Projekt Zukunft“ das 250-jährige Jubiläum gefeiert. Zahlreiche Gäste, unter anderem Bundespräsident Roman Herzog, der amerikanische Außenminister a. D. Henry A. Kissinger und Alt-Bundeskanzler Helmut Schmidt, gaben der TU Braunschweig die Ehre. Am 29. September 1996 wurde der Intercity-Express der Deutschen Bahn ICE 597 „Carolo-Wilhelmina“ als erster ICE nach einer Universität benannt.
Im Jahr 2001 wurde das neue Informatikzentrum an der TU Braunschweig bezogen. Zwei Jahre später erfolgte die Gründung des Geistes- und Sozialwissenschaftlichen Zentrums am Campus Nord. Am 1. November 2004 besuchte der damalige Bundespräsident Horst Köhler gemeinsam mit dem damaligen niedersächsischen Ministerpräsidenten Christian Wulff die TU. Im Jahr 2006 wurde TU9, der Zusammenschluss der führenden deutschen technischen Forschungsuniversitäten, gegründet.
Im Jahr 2007 war Braunschweig Stadt der Wissenschaft. Am 18. Oktober 2007 wurde eine Intensivierung der Kooperation zwischen der TU Braunschweig und der Volkswagen AG vereinbart. Demnach soll ein umfangreiches, aus zehn Instituten bestehendes Fahrzeugtechnisches Zentrum eingerichtet und zum großen Teil am Flughafen Braunschweig angesiedelt werden.
Im Jahr 2008 wurde die Niedersächsische Technische Hochschule (NTH) gegründet. Weitere Mitglieder der Niedersächsischen Technischen Hochschule sind die TU Clausthal und die Leibniz Universität Hannover. In dem Verbund sollten Lehrangebote stärker verzahnt und gemeinsame Forschungsprojekte umgesetzt werden. Seit dem 1. Januar 2015 ruht das NTH-Gesetz.
2009 wurde das Niedersächsische Forschungszentrum Fahrzeugtechnik (NFF) am Campus Forschungsflughafen eingeweiht. Als weiteres großes Forschungszentrum wurde der Campus Forschungsflughafen gegründet, dessen Neubau im Jahr 2012 bezogen wurde. Im Oktober 2013 wurde dieser umbenannt in Niedersächsisches Forschungszentrum für Luftfahrt (NFL).
Im September 2012 erfolgte die Grundsteinlegung des Niedersächsischen Forschungszentrums Fahrzeugtechnik (NFF) am Standort Braunschweig. Das Zentrum für Pharmaverfahrenstechnik sowie das Braunschweiger Integrated Centre of Systems Biology in Kooperation mit dem Helmholtz-Zentrum für Infektionsforschung wurden bewilligt. Im April 2013 wurde die Einrichtung des Laboratory for Emerging Nanometrology and Analytics durch den Wissenschaftsrat empfohlen.
Zwischen Februar 2019 und Januar 2021 wurde das Audimax saniert, währenddessen fanden Vorlesungen im sogenannten Tentomax, einem zum Hörsaal umfunktionierten Zirkuszelt statt.

## Fachbereiche und Studiengänge
Die Technische Universität Braunschweig bietet ein breites Spektrum an Studienmöglichkeiten mit insgesamt 98 Studiengängen in den Fachrichtungen: Naturwissenschaften & Mathematik, Ingenieurwissenschaften & Informatik, Wirtschaftswissenschaftliche Kombinationsstudiengänge, Geistes- & Sozialwissenschaften und Lehramt.

### Naturwissenschaften und Mathematik

#### Bachelorstudiengänge
- Biologie
- Biologie und ihre Vermittlung (2 Fächer-Bachelor)
- Biotechnologie
- Chemie
- Chemie und ihre Vermittlung (2 Fächer-Bachelor)
- Finanz- und Wirtschaftsmathematik
- Informatik
- Lebensmittelchemie
- MACS - Mathematik für Computational Sciences
- Mathematik
- Mathematik/Mathematik und ihre Vermittlung (2 Fächer-Bachelor)
- Physik
- Physik/Physik und ihre Vermittlung (2 Fächer-Bachelor)
- Umweltnaturwissenschaften

#### Masterstudiengänge
- Artificial Intelligence for Molecular Sciences
- Biologie
- Biotechnologie
- Chemie
- Data Science
- Finanz- und Wirtschaftsmathematik
- Informatik
- Lebensmittelchemie
- Mathematik
- Physik
- Solar System Physics
- Umweltnaturwissenschaften

#### Staatsexamen
- Pharmazie

#### Approbation
- Kinder- und Jugendlichenpsychotherapie

### Ingenieurwesen & Informatik

#### Bachelorstudiengänge
- Architektur
- Architektur Plus
- Batterie- und Wasserstofftechnologie
- Bauingenieurwesen
- Bio-, Chemie-, und Pharmaingenieurwesen
- Elektrotechnik
- Informatik
- Informations-Systemtechnik
- Maschinenbau
- Nachhaltige Energiesysteme und Elektromobilität
- Sustainable Engineering of Products and Processes
- Umweltingenieurwesen
- Verkehrsingenieurwesen
- Wirtschaftsinformatik
- Wirtschaftsingenieurwesen Bauingenieurwesen
- Wirtschaftsingenieurwesen Elektrotechnik
- Wirtschaftsingenieurwesen Maschinenbau

#### Masterstudiengänge
- Architektur
- Bauingenieurwesen
- Bio- und Chemieingenieurwesen
- CSE: Computational Sciences in Engineering
- Data Science
- Digitale Kommunikation und Medientechnologien (zuvor: Medientechnik und Kommunikation)
- Elektromobilität
- Elektronische Systeme in Fahrzeugtechnik, Luft- und Raumfahrt
- Elektrotechnik
- Fahrzeugtechnik und mobile Systeme (zuvor: Kraftfahrzeugtechnik)
- Informatik
- Informations-Systemtechnik
- Luft- und Raumfahrttechnik
- Maschinenbau
- Metrologie und Messtechnik
- Nachhaltige Energietechnik
- Pharmaverfahrenstechnik
- Quantum Technologies in Electrical and Computer Engineering
- Umweltingenieurwesen
- Verkehrsingenieurwesen
- Wirtschaftsingenieurwesen Bauingenieurwesen
- Wirtschaftsingenieurwesen Elektrotechnik
- Wirtschaftsingenieurwesen Maschinenbau

### Wirtschaftswissenschaftliche Kombinationsstudiengänge

#### Bachelorstudiengänge
- Finanz- und Wirtschaftsmathematik
- Technologie-orientiertes Management
- Wirtschaftsinformatik
- Wirtschaftsingenieurwesen Bauingenieurwesen
- Wirtschaftsingenieurwesen Elektrotechnik
- Wirtschaftsingenieurwesen Maschinenbau

#### Masterstudiengänge
- Finanz- und Wirtschaftsmathematik
- Technologie-orientiertes Management
- Wirtschaftsinformatik
- Wirtschaftsingenieurwesen Bauingenieurwesen
- Wirtschaftsingenieurwesen Elektrotechnik
- Wirtschaftsingenieurwesen Maschinenbau

### Geistes- und Sozialwissenschaften

#### Bachelorstudiengänge
- Darstellendes Spiel (2-Fächer Bachelor)
- English Studies (2-Fächer Bachelor)
- Erziehungswissenschaft (2-Fächer Bachelor)
- Erziehungswissenschaft
- Evangelische Theologie / Religionspädagogik (2-Fächer-Bachelor)
- Germanistik (2-Fächer-Bachelor)
- Geschichte (2-Fächer-Bachelor)
- Kunstpädagogik (2-Fächer-Bachelor)
- Kunstwissenschaft (2-Fächer-Bachelor)
- Medienwissenschaften
- Musik/Musikpädagogik (2-Fächer-Bachelor)
- Philosophie (2-Fächer-Bachelor)
- Psychologie
- Sozialwissenschaften
- Sport/Bewegungspädagogik (2-Fächer-Bachelor)

#### Masterstudiengänge
- Geschichte
- Digitale Kommunikation und Medientechnologien (zuvor: Medientechnik und Kommunikation)
- Kultur der technisch-wissenschaftlichen Welt
- Organisation, Governance, Bildung (zuvor: Organisationskulturen und Wissenstransfer)
- Psychologie mit Schwerpunkt Arbeits- und Organisationspsychologie & Verkehrs- und Ingenieurpsychologie
- Psychologie mit Schwerpunkt Klinische Psychologie und Psychotherapie
- Sozialwissenschaften

#### Approbation
- Psychologische Psychotherapie

### Lehramt

#### Bachelorstudiengänge (2-Fächer-Bachelor)
- Lehramt an Grundschulen
- Lehramt an Gymnasien
- Lehramt an Haupt- und Realschulen

#### Masterstudiengänge
- Lehramt an Grundschulen
- Lehramt an Gymnasien
- Lehramt an Haupt- und Realschulen

## Forschung
Die TU Braunschweig bündelt ihre Forschung in vier Schwerpunkten: Stadt der Zukunft, Metrologie, Mobilität und Infektionen und Wirkstoffe. Dabei arbeiten die Forscher der Hochschule eng mit den anderen Forschungseinrichtungen in Braunschweig zusammen.

### Stadt der Zukunft
Die Wissenschaftler der TU Braunschweig entwickeln Konzepte für die intelligente Stadt der Zukunft. Das Ziel ist es, Lösungen für effiziente, umweltfreundliche, gesunde, soziale und grüne Smart Cities zu erforschen.

### Metrologie
Nanoskalige, das heißt Millionstel-Millimeter kleine, Materialien und Bauteile sind aus vielen Anwendungen nicht mehr wegzudenken. Ihre Vermessung erfordert neue Ansätze in der Nanometrologie. Das Forschungszentrum LENA erforscht gemeinsam mit der Physikalisch-Technischen Bundesanstalt die Grenzen des Messbaren.

### Mobilität
Die Forschenden arbeiten auf ein nahtloses multimodales Verkehrssystem hin. Dieser Schwerpunkt bündelt Forschung im Bereich Automobil über die Luft- und Raumfahrttechnik bis hin zum Schienenverkehr. Wichtige Themen sind intelligente und vernetzte Mobilität, emissionsarme Fahrzeuge mit nicht-fossilen Energieträgern und nachhaltige Produktion. Darüber hinaus werden Verkehrsmanagement, Logistik und soziale Auswirkungen betrachtet. Gemeinsam mit Wissenschaftlern rund um den Globus strebt die TU Braunschweig die Reduzierung der Zahl von Verkehrsunfällen an. Die Forscher entwickeln neuartige Materialien und Oberflächen, die Kraftstoffverbrauch und Lärm reduzieren, und entwickeln die Energieträger der nächsten Generation. Das Niedersächsische Forschungszentrum für Luftfahrt (NFL) und das Niedersächsische Forschungszentrum Fahrzeugtechnik (NFF) bündeln die Forschung in diesen Bereichen.

### Infektionen und Wirkstoffe
Naturwissenschaften, Ingenieurwissenschaften und Informatik verknüpft das Braunschweig Integrated Centre of Systems Biology, BRICS, zur Systembiologie. Gemeinsam mit dem Helmholtz-Zentrum für Infektionsforschung und dem Leibniz-Institut Deutsche Sammlung von Mikroorganismen und Zellkulturen werden Strategien gegen infektiöse Mikroorganismen entwickelt. Dazu gehören auch Naturstoffe aus Mikroorganismen. Mit der Herstellung und Verarbeitung solcher neuen Wirkstoffe zu kostengünstigen und wirksamen Arzneimitteln befasst sich das Zentrum für Pharmaverfahrenstechnik (PVZ).

### Forschungszentren
Neben den Forschungsschwerpunkten wird das Forschungsprofil durch mehrere fächer- und fakultätsübergreifende Forschungsverbünde geprägt, die als Zentren organisiert sind.

#### Battery Lab Factory (BLB)
Die BLB ist ein Forschungszentrum der TU Braunschweig zur Entwicklung von Produktionsprozessen und von Diagnose- und Simulationsmethoden aktueller Lithium-Ionen-Batterien und zukünftiger Batterietechnologien wie Festkörperbatterien und Lithium-Schwefel-Batterien. Die BLB vereint 13 Professuren dreier Universitäten (Braunschweig, Clausthal, Hannover) sowie Batteriefachleute der Physikalisch-Technischen Bundesanstalt (PTB) und führt Kompetenzen entlang der Wertschöpfungskette für elektrochemische Batteriespeicher in Niedersachsen zusammen.

#### Braunschweig Integrated Centre of Systems Biology (BRICS)
Das BRICS ist ein interdisziplinäres Zentrum in Kooperation mit dem Helmholtz-Zentrum für Infektionsforschung. In ihm arbeiten drei Abteilungen des Helmholtz-Zentrums sowie Institute aus drei Fakultäten der TU Braunschweig zusammen. Am BRICS werden mit Methoden der Systembiologie Mikroorganismen in den Bereichen Biotechnologie und Infektionsforschung untersucht. Mit Hilfe von mathematischen Modellen sollen neue Anti-Infektiva und neue biotechnologische Produktionsverfahren entwickelt werden.

#### Laboratory for Emerging Nanometrology and Analytics (LENA)
Im Laboratory for Emerging Nanometrology forschen Institute der TU Braunschweig zusammen mit Abteilungen der Physikalisch-Technischen Bundesanstalt. Forschungsgegenstand sind Nanonormalen, Methodenentwicklungen sowie ubiquitäre Sensoren und Standards. Schwerpunkt ist die Metrologie 3-dimensionaler Nanosysteme.

#### Niedersächsisches Forschungszentrum Fahrzeugtechnik (NFF)
Im Niedersächsischen Forschungszentrum Fahrzeugtechnik kooperieren Wissenschaftler, die zum Metropolitan Car forschen: Sie wollen Antworten auf soziale und ökologische Herausforderungen finden, welche mit der verstärkten Urbanisierung einhergehen. Neben der TU Braunschweig, welche hier federführend tätig ist, sind das Deutsche Zentrum für Luft- und Raumfahrt (DLR) sowie die Leibniz Universität Hannover beteiligt.

#### Niedersächsisches Forschungszentrum für Luftfahrt (NFL)
Im Niedersächsischen Forschungszentrum für Luftfahrt bündelt die Technische Universität Braunschweig, das DLR und die Leibniz Universität Hannover ihre breit gefächerten Kompetenzen zur Förderung grundlegender, koordinierter Forschungsprogramme im Bereich der Luft- und Raumfahrttechnik.

#### Zentrum für Pharmaverfahrenstechnik (PVZ)
Medikamente kostengünstiger herstellen, die beispielsweise genau auf den Patienten abgestimmt sind – dies wollen die Forscher am PVZ mit neuen Fertigungstechnologien möglich machen. In einem in Deutschland bisher einmaligen Modell arbeiten Experten aus Pharmazie, Verfahrenstechnik und Mikrotechnik langfristig zusammen.

#### Centrum für Informatik und Informationstechnik (tubs.CITY)
tubs.CITY war ein Forschungsverbund von Instituten für Informatik und Informationssysteme. Der Verbund wurde mit Bekanntmachung am 30. Januar 2008 von 28 Fakultätsmitgliedern der Informatik, Elektrotechnik, Informationstechnologie und Wirtschaftswissenschaften gegründet und hatte das Ziel, die erfolgreichen Forschungsaktivitäten der Informationstechnik und Informatik in Braunschweig und in der Region zu koordinieren und auszubauen sowie eine organisatorische Basis für die weitere Stärkung des Schwerpunkts Informations- und Kommunikationstechnik zu bilden. Am 22. Februar 2017 wurde aufgrund einer neuen Schwerpunktsetzung die Umbenennung in TUBS.digital beschlossen.

## Lehre

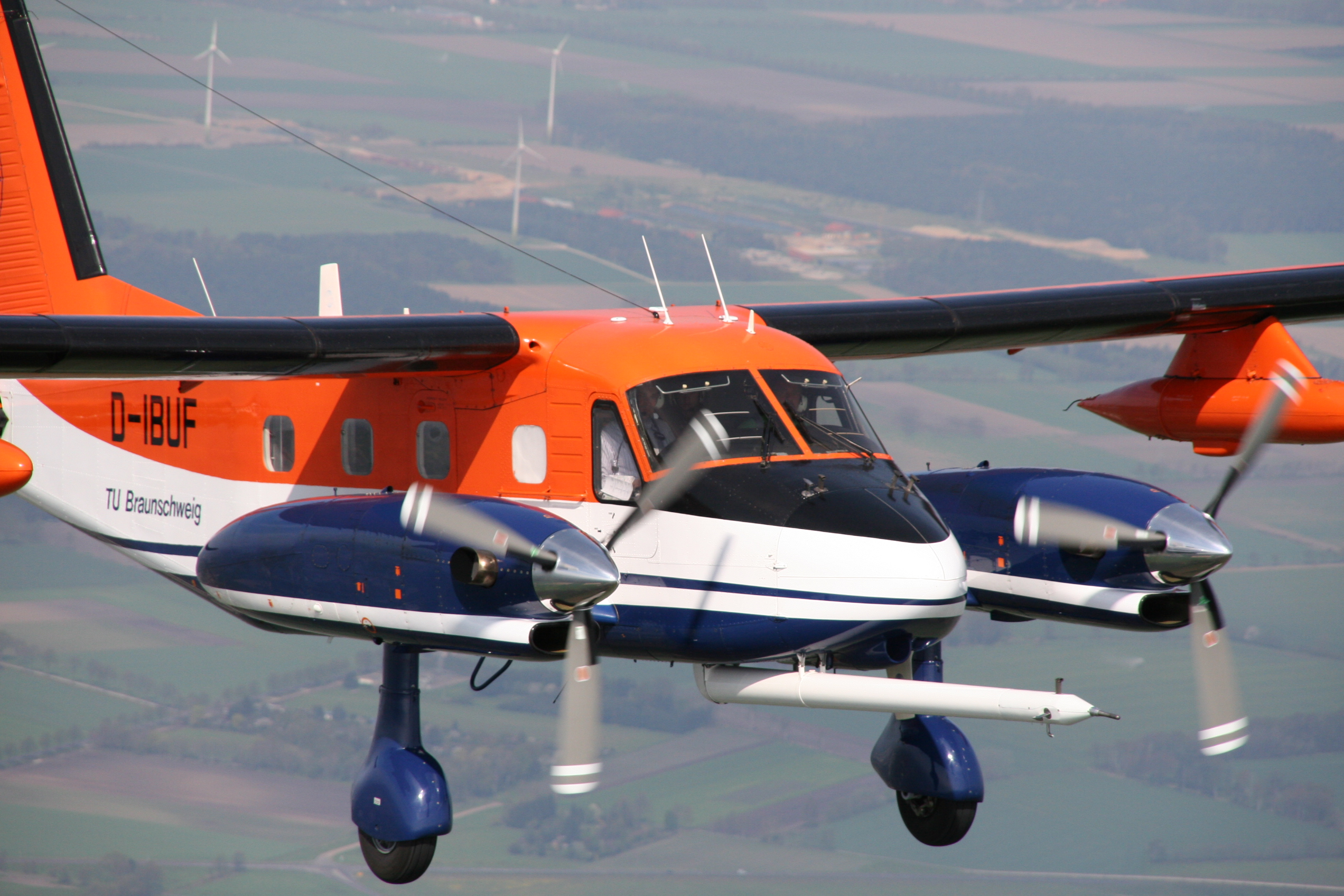
Seit 1987 im Einsatz: Der „fliegende Hörsaal“, eine Dornier 128, des Instituts für Flugführung (IFF) an der TU Braunschweig. 2021 wurde sie durch die D-ILAB, eine Reims-Cessna F406 ersetzt

Die Technische Universität Braunschweig bietet 71 Studiengänge – davon 26 grundständige, 39 Master- und 6 weiterführende Studiengänge – an 6 Fakultäten mit rund 120 Instituten an. Neben den Ingenieurwissenschaften gehören die Naturwissenschaften zu den Kerndisziplinen der Hochschule. Von der Forschungsorientierung der Hochschule profitieren die Studenten: Ihnen wird Forschung und Entwicklung in vielen Praxisprojekten vermittelt. Diese Kenntnisse können in einer der über 80 studentischen Gruppen angewendet und vertieft werden. Vom Bau von Raketen und eines Marsrovers über Rennfahrzeuge bis hin zur Mitwirkung in einer Theatergruppe – viele Studenten engagieren sich neben dem Studium.
Mit der Umstellung auf das Bachelor-Master-System ab Wintersemester 2003/2004 wurden viele Studiengänge neu konzipiert. Generell ist das Studium an der TU Braunschweig interdisziplinär angelegt. Dies zeigt sich auch in fächerübergreifenden interdisziplinären Studiengängen wie Umweltingenieurwesen, Informations-Systemtechnik und Wirtschaftsingenieurwesen.

### Sag’s uns

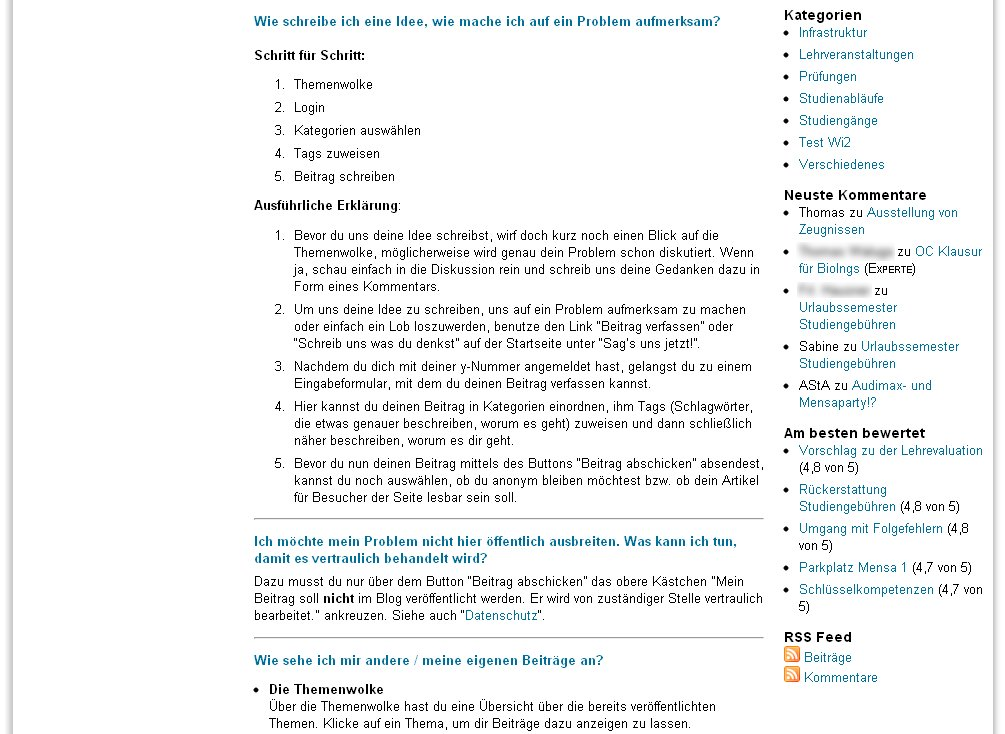
Ideenblog Sag’s uns

Im Jahr 2009 begann an der TU Braunschweig die Ideenplattform „Sag’s uns“, die sich speziell an Studenten richtet und Lehre und Studium verbessern soll. Ideen, Lob und Probleme der Studenten können in einem frei zugänglichen Blog gesammelt und diskutiert werden. Dadurch besteht die Möglichkeit, Kommilitonen mit ähnlichen Verbesserungsvorschlägen oder Fragen finden, um miteinander und mit Hochschulvertretern gemeinsam Lösungsmöglichkeiten zu entwickeln.
Der Stifterverband für die Deutsche Wissenschaft hat Sag’s uns zu einem der besten Hochschulprojekte bundesweit gekürt: Im März 2010 ist das Projekt als Hochschulperle des Monats ausgezeichnet worden.

### Kooperationsstelle Hochschulen-Gewerkschaften
Die TU Braunschweig bietet eine Kooperationsstelle für Hochschulen und Gewerkschaften an, die in der Bundesarbeitsgemeinschaft der Kooperationsstellen angehört. Hier können berufsbezogene Themenbereiche wie Gesund bleiben im Beruf – Rahmenbedingungen bei der Arbeit und Handlungsspielräume vertieft werden. Die Kooperationsstelle Hochschulen-Gewerkschaften Region SüdOstNiedersachsen (SON) wird dabei gemeinsam von der TU Braunschweig, der TU Clausthal, der Ostfalia Hochschule für angewandte Wissenschaften und der HBK sowie vom DGB und weiteren Einzelgewerkschaften der Region sowie der Organisation Arbeit & Leben in Niedersachsen getragen und gefördert.

## Struktur
Laut dem Niedersächsischen Hochschulgesetz sind die zentralen Organe der Hochschule das Präsidium, der Hochschulrat und der Senat. Zusätzlich gliedert sich die Hochschule in sechs Fakultäten, die die Aufgaben der Hochschule, beispielsweise in Forschung oder Lehre, erfüllen.

## Präsidium
Das Präsidium leitet die Hochschule und gestaltet ihre Entwicklung. Das Präsidium ist für alle Angelegenheiten zuständig, die laut NHG keinem anderen Organ der Hochschule zugewiesen sind. Hierzu gehören unter anderem der Abschluss von Zielvereinbarungen, die Wirtschaftsplanung oder die Errichtung, Änderung und Aufhebung von Fakultäten und anderen Organisationseinheiten. Neben dem Präsidenten gehören dem Präsidium ein hauptberuflicher sowie vier nebenberufliche Vizepräsidenten an. Ihre Ressorts werden vor Beginn einer neuen Amtsperiode festgelegt. Es gibt die Ressorts Studium und Kooperation, Lehre und Diversity, Strategische Entwicklung und Technologietransfer sowie Forschung, Wissenschaftlicher Nachwuchs und Internationales an der TU Braunschweig.

### Präsident
Der Präsident vertritt die Universität nach außen und leitet das Präsidium. Unter anderem hat er Vorschläge zur Entwicklungsplanung der Universität zu erarbeiten und fortlaufend die Öffentlichkeit zu unterrichten. Er führt (ohne Stimmrecht) den Vorsitz im Senat und den zentralen Kommissionen, soweit der Vorsitz nicht Vizepräsidenten oder Senatsbeauftragten übertragen ist (siehe Vizepräsidenten).
Außerdem führt er (ohne Stimmrecht) den Vorsitz in der Strategiekommission.
Am 14. Dezember 2016 wurde Anke Kaysser-Pyzalla einstimmig von Senat und Hochschulrat der TU Braunschweig als neue Präsidentin vorgeschlagen. Am 30. März wurde sie mit Wirkung zum 1. Mai 2017 zur Präsidentin der TU Braunschweig ernannt.
Mit dem Wechsel von Anke Kaysser-Pyzalla als Vorstandsvorsitzende des Deutschen Zentrums für Luft- und Raumfahrt zum 30. September 2020, hat das Niedersächsische Ministerium für Wissenschaft und Kultur die Vizepräsidentin für Lehrerinnenbildung und Wissenstransfer, Katja Koch, vom 1. Oktober 2020 bis zur Wiederbesetzung mit der Wahrnehmung der Geschäfte des Amtes der Präsidentin der TU Braunschweig beauftragt.
Am 10. März 2021 wurde die Psychologin Angela Ittel, Vizepräsidentin für Strategische Entwicklung, Nachwuchs und Lehrkräftebildung der Technischen Universität Berlin, einstimmig vom Senat und Hochschulrat zur Präsidentin der TU Braunschweig gewählt.
Die Bestellung in das Amt der Präsidentin bzw. die Ernennung zur Präsidentin der TU Braunschweig erfolgte durch das Niedersächsische Ministerium für Wissenschaft und Kultur am 21. Juni mit Beginn der neuen Amtszeit ab 1. Juli 2021.
| Amtszeit                            | Name                           |
| ----------------------------------- | ------------------------------ |
| 1978 bis 1979                       | Hans Jürgen Matthies           |
| 1979 bis 1983                       | Gerhard Schaffer               |
| 1983 bis 1999                       | Bernd Rebe                     |
| 1999 bis 31. Dezember 2004          | Fred Jochen Litterst           |
| 1. Januar 2005 bis 30. April 2017   | Jürgen Hesselbach              |
| 1. Mai 2017 bis 30. September 2020  | Anke Kaysser-Pyzalla           |
| 30. September 2020 bis 1. Juli 2021 | Katja Koch (m. d. W. d. G. b.) |
| ab 1. Juli 2021                     | Angela Ittel                   |

### Hochschulrat
Der Hochschulrat besteht insgesamt aus sieben stimmberechtigten Mitgliedern, die nicht der Hochschule angehören dürfen und für vier Jahre gewählt werden. Der Hochschulrat berät das Präsidium und den Senat und nimmt zu den Entwicklungs- und Wirtschaftsplänen Stellung und zur Gründung von bzw. zur Beteiligung an Unternehmen durch die Hochschule. Außerdem wirkt er bei der Besetzung des Hochschulpräsidiums mit.

### Senat
Dem Senat gehören 13 unmittelbar gewählte stimmberechtigte Mitglieder an (§ 41 NHG). Er setzt sich wie folgt zusammen:
- 7 Mitglieder der Hochschullehrergruppe
- 2 Mitglieder der Studentengruppe
- 2 Mitglieder der Mitarbeitergruppe (Gruppe der wissenschaftlichen Mitarbeiter)
- 2 Mitglieder der MTV-Gruppe (Gruppe der Mitarbeiter im technischen und Verwaltungsdienst)

Der Senat beschließt die Ordnungen der Hochschule (soweit nicht die Fakultät zuständig ist) und insbesondere die Grundordnung. Er beschließt die Entwicklungsplanung sowie den Gleichstellungsplan.

### Fakultäten und Institute
An der TU-Braunschweig gibt es 127 Institute und Einrichtungen, die sich auf die folgenden sechs Fakultäten verteilen:
| 1. Carl-Friedrich-Gauß-Fakultät | 1. Carl-Friedrich-Gauß-Fakultät | 1. Carl-Friedrich-Gauß-Fakultät | 1. Carl-Friedrich-Gauß-Fakultät |
| Mathematik | Informatik | Wirtschaftswissenschaften | Sozialwissenschaften |
| --- | --- | --- | --- |
| - Analysis und Algebra (IAA) - Numerische Mathematik (INUM) - Partielle Differentialgleichungen (iPDE) - Mathematische Optimierung (MO) - Mathematische Stochastik (IMS) | - Anwendungssicherheit (IAS) - Betriebssysteme und Rechnerverbund (IBR) - Computergraphik (CG) - Informationssysteme (IfIS) - Künstliche Intelligenz - Medizinische Informatik (PLRI) - Robotik und Prozessinformatik (IRP) - Softwaretechnik und Fahrzeuginformatik (ISF) - Theoretische Informatik (TCS) | - Marketing - Unternehmensführung und Organisation - Controlling und Unternehmensrechnung - Finanzwirtschaft - Automobilwirtschaft und Industrielle Produktion (AIP) - Wirtschaftsinformatik - Rechtswissenschaften - Volkswirtschaftslehre (VWL) | - Vergleichende Regierungslehre und Politikfeldanalyse (CoPPP) - Internationale Beziehungen (IB) - Soziologie - Kommunikationswissenschaft (IfKW) |
| 2. Fakultät für Lebenswissenschaften | | | |
| Biologie/Biotechnologie | Chemie/Lebensmittelchemie | Pharmazie | Psychologie |
| - Biochemie, Biotechnologie und Bioinformatik - Genetik - Mikrobiologie - Pflanzenbiologie - Zoologie | - Anorganische und Analytische Chemie - Lebensmittelchemie - Ökologische und Nachhaltige Chemie - Organische Chemie - Physikalische und Theoretische Chemie - Technische Chemie | - Medizinische und Pharmazeutische Chemie - Pharmakologie, Toxikologie und Klinische Pharmazie - Pharmazeutische Biologie - Pharmazeutische Technologie und Biopharmazie - Abteilung für Geschichte der Naturwissenschaften mit Schwerpunkt Pharmaziegeschichte | - Psychologie |
| 3. Fakultät für Architektur, Bauingenieurwesen und Umweltwissenschaften | | | |
| Architektur | Architektur | Bauingenieurwesen und Umweltwissenschaften | Bauingenieurwesen und Umweltwissenschaften |
| - Architekturbezogene Kunst (IAK) - Baugeschichte (IB) - Bauklimatik und Energie der Architektur (IBEA) - Baukonstruktion (IKON) - Entwerfen und Baugestaltung (IEB) - Entwerfen und Gebäudelehre (IDAS) - Entwerfen und Raumkomposition (IAD) - Experimentelles Entwerfen (IEX) - Geschichte und Theorie der Architektur und Stadt (GTAS) | - Gestaltungsmethodik und Darstellung (IMDR) - Konstruktives Entwerfen, Industrie- und Gesundheitsbau (IKE) - Landschaftsarchitektur (ILA) - Nachhaltiger Städtebau (ISU) - Städtebau und Entwurfsmethodik (ISE) - Tragwerksentwurf (ITE)                                                                  | - Angewandte Mechanik (IAM) - Baukonstruktion und Holzbau (IBHolz) - Baustoffe, Massivbau und Brandschutz (IMBM) - Bauwirtschaft und Baubetrieb (IBB) - Eisenbahnwesen und Verkehrssicherung (IFEV) - Geodäsie und Photogrammetrie (IGP) - Geomechanik und Geotechnik (IGG) - Geoökologie (IGÖ) - Geosysteme und Bioindikation (IGEO) - Infrastruktur- und Immobilienmanagement (IIM) | - Rechnergestützte Modellierung im Bauingenieurwesen (IRMB) - Siedlungswasserwirtschaft (ISWW) - Stahlbau (IS) - Statik und Dynamik (ISD) - Straßenwesen (ISBS) - Verkehr- und Stadtbauwesen (IVS) - Verkehrswesen, Eisenbahnbau und -betrieb (IVE) - Wasserbau (LWI) |
| 4. Fakultät für Maschinenbau | | | |
| Energie- und Verfahrenstechnik | Fahrzeugtechnik und mobile Systeme | Luft- und Raumfahrttechnik | Produktions- und Systemtechnik |
| - Bioverfahrenstechnik (IBVT) - Chemische und Thermische Verfahrenstechnik (ICTV) - Energie- und Systemverfahrenstechnik (InES) - Partikeltechnik (iPAT) - Thermodynamik (IfT) | - Akustik und Dynamik (InAD) - Fahrzeugtechnik (IfF) - Intermodale Transport- und Logistiksysteme (ITL) - Konstruktionstechnik (IK) - Mobile Maschinen und Nutzfahrzeuge (IMN) - Verbrennungskraftmaschinen und Brennstoffzellen (IVB)                                                                     | - Flugantriebe und Strömungsmaschinen (IFAS) - Flugführung (IFF) - Flugzeugbau und Leichtbau (IFL) - Raumfahrtsysteme (IRAS) - Strömungsmechanik (ISM) - Werkstoffe (IfW) | - Entrepreneurship Hub - Füge- und Schweißtechnik (IFS) - Mechanik und Adaptronik (IMA) - Mikrotechnik (IMT) - Oberflächentechnik (IOT) - Produktionsmesstechnik (IPROM) - Werkzeugmaschinen und Fertigungstechnik (IWF)                                              |
| 5. Fakultät für Elektrotechnik, Informationstechnik, Physik | | | |
| Elektrotechnik und Informationstechnik | Elektrotechnik und Informationstechnik | Physik | Physik |
| - CMOS Design (CMOS) - Datentechnik und Kommunikationsnetze (IDA) - Elektrische Maschinen, Antriebe und Bahnen (IMAB) - Elektrische Messtechnik und Grundlagen der Elektrotechnik (EMG) - Elektromagnetische Verträglichkeit (EMV) | - Hochspannungstechnik und Energiesysteme (elenia) - Halbleitertechnik (IHT) - Hochfrequenztechnik (IHF) - Nachrichtentechnik (IfN) - Regelungstechnik (IfR) | - Angewandte Physik (IAP) - Geophysik und Extraterrestrische Physik (IGeP) - Mathematische Physik (IMAPH) - Physik der Kondensierten Materie (IPKM) | - Theoretische Physik - Fundamentale Physik für Metrologie (FPM) |
| 6. Fakultät Geistes- und Erziehungswissenschaften | | | |
| Geistes- und Erziehungswissenschaften | | | |
| - Anglistik und Amerikanistik (EAS) - Didaktik der Mathematik und Elementarmathematik (IDME) - Erziehungswissenschaft (IfE) - Evangelische Theologie und Religionspädagogik | - Fachdidaktik der Naturwissenschaften (IFdN) - Germanistik - Geschichtswissenschaft (INGE) - Musik und ihre Vermittlung | - Pädagogische Psychologie (IPP) - Philosophie - Sportwissenschaft und Bewegungspädagogik | |

## Standorte
Die Hörsäle, Institute und Einrichtungen der TU Braunschweig verteilen sich auf vier Standorte innerhalb von Braunschweig sowie auf den MobileLifeCampus in Wolfsburg.
Zentral-Campus
Der Zentral-Campus bildet sich rund um den Universitätsplatz der TU Braunschweig an der Pockelsstraße. An ihn grenzen Auditorium maximum, Universitätsbibliothek sowie das Forumsgebäude an. Hinter dem Forumsgebäude ist das Biozentrum angesiedelt. Auf der gegenüberliegenden Straßenseite befindet sich das Altgebäude der Hochschule. Zwischen Oker und Schleinitzstraße gibt es das Okerhochhaus, das Haus der Nachrichtentechnik, das Informatikzentrum sowie das Hochhaus der Architektur.
Das Forumsgebäude (geplant von Friedrich Wilhelm Kraemer), Universitätsbibliothek, Audimax und Okerhochhaus (Oesterlen-Bau) sind Bauten der Braunschweiger Schule und stehen unter Denkmalschutz.
Neben der Universitätsbibliothek befinden sich Institute und fast alle Fakultäten (1 bis 4) auf dem Zentral-Campus sowie das Studienservice-Center im Haus der Wissenschaft, das Sprachenzentrum und eine Außenstelle des Gauß-IT-Zentrums. Zur weiteren Infrastruktur gehören kleine Cafés und Restaurants in der näheren Umgebung, die Mensa Katharinenstraße des Studentenwerks sowie das Haus der Wissenschaft. Am Rebenring zwischen Pockelsstraße und Bültenweg befindet sich das Braunschweiger Zentrum für Systembiologie (BRICS).
Campus Ost
Am Campus Ost angrenzend, haben Sportzentrum, Gauß-IT-Zentrum und das Haus der Elektrotechnik ihre Standorte. Auf dem Campus befinden sich viele Institute aus der Fakultät Maschinenbau sowie die Pharmazie und einige Institute des Departments Bauingenieurwesen. Die Mensa Beethovenstraße versorgt den Campus Ost sowie den Campus Nord.
Campus Nord
Am Campus Nord befindet sich das Geisteswissenschaftliche Zentrum der TU Braunschweig. Auf dem ehemaligen Kasernengelände des Bundesgrenzschutz sitzen nun die Fakultät 6 sowie viele geistes- und sozialwissenschaftliche Institute. Dort sind einige Fachbibliotheken sowie ein neues Hörsaalgebäude angesiedelt. Im hinteren Bereich des Campus sind Versuchshallen nachrichtentechnischer Institute angesiedelt. Ein kleiner Campus Pavillon des Studierendenwerks OstNiedersachsen versorgt die Studenten und Forscher.
Campus Forschungsflughafen
Am Campus Forschungsflughafen befinden sich das Niedersächsische Forschungszentrum für Luftfahrt und das Niedersächsische Forschungszentrum für Fahrzeugtechnik. Damit wird das Forschungsgelände am Flughafen Braunschweig weiter ausgebaut, an dem neben dem DLR auch einige Luftfahrt- und Raumfahrtunternehmen angesiedelt sind.
Mobile Life Campus Wolfsburg
Ein zweiter Standort des Niedersächsischen Forschungszentrums für Fahrzeugtechnik wurde 2009 am Mobile Life Campus Wolfsburg eingeweiht. Zusätzlich wurde hier im September 2016 die Open Hybrid Lab Factory eingeweiht.

## Campusleben

### Studentische Vereinigungen
Die TU Braunschweig trägt seit 2013 der Existenz zahlreicher studentischer Initiativen, die als studentische Vereinigungen registriert sind, durch eine Eintragungsordnung Rechnung. Auf deren Grundlage führt sie ein öffentlich einsehbares Verzeichnis über als Bestandteil des Hochschullebens gesetzlich anerkannter studentischer Vereinigungen. Studentische Vereinigungen im Sinne dieser Ordnung sind freiwillige Zusammenschlüsse, die Studierende mit der Wahrnehmung studien- und hochschulbezogener Zwecke mit dem Ziel in fachlichen, hochschulpolitischen, sportlichen, musischen oder sozialen Interessen vereinen. Darüber hinaus bestehen nicht eingetragene studentische Initiativen, Gruppierungen und Angebote.
Im Sommer 2015 startete an der TU Braunschweig das Projekt „Sandkasten – selfmade campus“, das Studierende und TU-Angehörige bei der selbstverantwortlichen Gestaltung des Campus unterstützt. Neue Ideen werden mithilfe einer Onlineplattform gesammelt, beworben und teilweise finanziert. Der Stifterverband für die Deutsche Wissenschaft hat „Sandkasten – selfmade campus“ im August 2015 als Hochschulperle digital des Monats ausgezeichnet.

### Studentische Initiativen
- AIESEC: Stärkung des interkulturellen Austausches.
- Aka Rail: Anwendung in der Theorie erworbener Kenntnisse des Eisenbahnwesens in der Praxis.
- AkaBlas e. V.: Wahrung und Pflege kultureller, insbesondere musischer Werte durch Förderung von Kunst und Kultur.
- Akaflieg Braunschweig e. V.: Entwicklung, Konstruktion und Bau von Flugzeugen für flugwissenschaftliche Forschung.
- akaFunk: Herstellung und Pflege internationaler Beziehungen im Rahmen der Amateurfunktätigkeit.
- AKAMAV: Entwicklung von autonomen Kleinstfluggeräten.
- Consult One Unternehmensberatung e. V.: Knüpfung von Kontakten zu Unternehmen.
- durchgedreht 24 Kurzfilmfestverein e. V.: Organisation des Braunschweiger Selbstfilmfests.
- Enactus Braunschweig e. V.: Schaffung dem Gemeinwohl dienende wirtschaftliche Perspektiven.
- Erasmus Student Network Braunschweig e. V.: Betreuung internationaler Studierender bei Austauschprogrammen.
- ERIG (ExperimentalRaumfahrt-InteressenGemeinschaft e. V.): Förderung von raumfahrtbezogenen studentischen Projekten.
- Gauss Friends: Unterstützung internationaler Studierender durch Buddy Programme.
- Lions Racing Team / Team CDLC: Entwicklung, Konstruktion und Fertigung von Rennwagen.
- SchunterKino e. V.: Planung und Organisation von Filmvorstellungen am Studierendenwohnheim „An der Schunter“.
- Unikino Braunschweig: Förderung von Kunst und Kultur.
- Unitiativ Braunschweig: Förderung der Vernetzung der Initiativen und ihrer Mitglieder.
- Wissenschaftliche Arbeitsgemeinschaft für Studio- und Senderfragen an der TU Braunschweig e. V.: Anwendung in der Theorie erworbener Kenntnisse in Fernseh- und Medientechnik.

### Hochschulgemeinden und religiöse Gruppen
- Evangelische Studierendengemeinde
- Katholische Hochschulgemeinde

### Sport
Das Sportangebot an der TU Braunschweig umfasst pro Semester 200 Sportkurse in über 100 Sportarten pro Woche, die teils in Präsenz, teils als Online Live-Sport durchgeführt werden. Dazu kommen weitere Förderprogramme, ein Fitnessstudio und die Durchführung jährlich stattfindender Turniere, wie dem Campuslauf und der Hochschulmeisterschaften. Seit 2007 findet außerdem einmal pro Semester die Uni-Liga statt.
Das Sportzentrum verwaltet TU-eigene Sportstätten zu denen vier eigene Sporthallen, ein Freigelände mit Rasenkleinfeldern, ein Kunstrasenplatz, Tennisplätze, Beachvolleyballfelder, ein Multibeachcourt, ein Streetballfeld, eine Leichtathletikanlage, sowie eine beleuchtete, wetterfeste 1300 m lange Finnenbahn gehören.

### Veranstaltungen
Auf dem Zentralcampus der TU Braunschweig findet jährlich die TU Night statt, bei der Livemusik und Experimente auf die Besucher warten. Studenten können im Sprachenzentrum der TU Braunschweig Fremdsprachen erlernen. Seit dem Jahr 2005 wird jährlich der „Ideenwettbewerb MacGyver“ ausgerichtet. Dabei lösen Schüler und Studenten eine knifflige Aufgabe im Stil von MacGyver. Des Weiteren gibt es jedes Jahr das Sommerfest am Sportzentrum, welches in der Regel Ende Juni stattfindet.
Darüber hinaus richten lokale Kulturvereine jährlich eine Kulturnacht speziell für Studenten aus.

## Persönlichkeiten

### Bekannte Persönlichkeiten
Der Gründer der Hochschule war Karl I., Herzog zu Braunschweig und Lüneburg. Am Collegium Carolinum lernte der Mathematiker Johann Carl Friedrich Gauß drei Jahre lang. 1863 schrieb sich Heinrich Büssing, späterer Gründer der Büssing AG, als Nummer 57 in die Gasthörerliste der Polytechnischen Schule für das Fach Maschinenbau ein. 1932 wurde Agnes Pockels an der Technischen Hochschule zur Ehrendoktorin ernannt: Die Braunschweigerin erhielt über ihren Bruder Zugang zu Fachbüchern über Chemie und Physik, da zu ihrer Zeit das Studium für Frauen noch verboten war. Sie experimentierte zur Oberflächenspannung von Flüssigkeiten.
Prägend für die Architekturlehre war die sogenannte Braunschweiger Schule: Architekten wie Friedrich Wilhelm Kraemer, Dieter Oesterlen und Walter Henn, die an dieser Hochschule lehrten. Durch weitere Hochschullehrer wie Ludwig Winter, Constantin Uhde, Georg Lübke und Carl Mühlenpfordt erhielt die Architekturlehre an der Herzoglichen Technische Hochschule Carolo-Wilhelmina ein überregionales Renommee.
Weitere zahlreiche bekannte Personen studierten oder lehrten dort; dazu gehören die Chemie-Nobelpreisträger Manfred Eigen, Georg Wittig, der Physik-Nobelpreisträger Klaus von Klitzing, der Mathematiker Richard Dedekind, die Schriftsteller und Literaturhistoriker Justus Friedrich Wilhelm Zachariae und Johann Joachim Eschenburg, der Botaniker Carl Georg Oscar Drude, die aktuellen Vorstandsvorsitzenden von BMW und Porsche mit Harald Krüger und Oliver Blume, sowie den ehemaligen SAP-Chef Henning Kagermann. Folgende Personen wurden zu Ehrendoktoren oder Ehrensenatoren ernannt:

### Ehrendoktoren
- Heinrich Büssing, 1909, Unternehmer
- August Horch, 1922, Ingenieur und Unternehmer
- Jacob Koerfer, 1926, Architekt
- Willi Schmalbach, 1928, Unternehmer
- Martin Rehmer, 1929, Ingenieur
- Agnes Pockels, 1932, Physikerin und Chemikerin
- Walther Helberg, 1950, Präsident der Deutschen Bundesbahn
- Ludwig Mies van der Rohe, 1950, Architekt
- Hans-Christoph Seebohm, 1958,[54] Ingenieur und Bundesverkehrsminister[55]
- Albert Schweitzer, 1964, Theologe, Philosoph und Arzt
- Erwin Beyer (Ingenieur) (* 1919), Ingenieur, Baubeamter und Bauforscher
- Josef Mennen, 1981, Ingenieur, Vorstand und Geschäftsführer bei Rheinmetall, Präsident des Deutschen Verband für Schweißtechnik[56]
- Paul Raabe, 1987, Literaturwissenschaftler und Bibliothekar
- Wilfried Lochte, 1992, Manager
- Bernhard Kiekenap, 1994, Manager und Lokalhistoriker
- Gerd Biegel, 2002, Museumsdirektor[57]
- Lennart Nilsson, 2002, schwedischer Fotograf und Wissenschaftsfilmer

### Ehrensenatoren
- Lothar Hagebölling (2020)
- Udo-Willi Kögler (2015)
- Thomas E. Gouttierre (2004)
- Robert L. Carothers (1999)
- Christian Hodler (1996)
- Michael Munte (1996)
- Gerhard Glogowski (1994)
- Carl Horst Hahn (1987)
- Erich Trautsch (1956)
- Otto Bennemann (1959)
- Friedrich August Knost (1959)
- Reinhold Heidecke (1956)
- Hans-Christoph Seebohm (1953)
- Gustav Gassner (1951)
- Carl Pfleiderer (1951)
- Hermann Dießelhorst (1945)
- Hermann Göring (1938)
- Otto Reinke (1932)
- Hermann Heydenreich (1927)
- Karl Kraiger (1926)
- Arthur Delfosse (1923)